# Anselm Hartmann (Musikwissenschaftler)
Anselm Hartmann (* 1959 in Aachen) ist ein deutscher Pianist und Musikwissenschaftler sowie Hochschullehrer.

## Leben und Wirken
Anselm Hartmann studierte an der Musikhochschule Köln, Abteilung Aachen, die Fächer Klavier und Cello und schloss sein Studium mit dem Konzertexamen für Klavier ab. Darüber hinaus belegte Hartmann an der Universität zu Köln die Fächer Musikwissenschaften, Pädagogik, Germanistik und Romanistik. Dort legte er seine Prüfung zum Magister ab und promovierte 1991 zum Dr. phil.
Zwischenzeitlich trat er in mehreren Ländern Europas als Pianist auf, darunter vier Jahre lang im Auftrag des portugiesischen Bildungsministeriums. Nach seinen Studienabschlüssen erhielt Hartmann erste Lehraufträge an mehreren Universitäten, Akademien und Konservatorien für die Fächer Klavier, Historische und Systematische Musikwissenschaften sowie Musikpädagogik. Von 1994 bis 1999 leitete er als Direktor die Kirchenmusikschule Aachen, Gregoriushaus und legte dort die Weichen für ihre Erhebung in den Status einer katholischen Hochschule für Kirchenmusik. Wenige Monate vor der offiziellen Genehmigung seiner Initiierung und den Erhebungsfeierlichkeiten zur Hochschule erhielt Hartmann auf Grund seiner früheren Kontakte in Portugal den Ruf an die Katholische Universität Portugal, wo er ab dem Jahr 2000 an ihrem Standort in Porto als ordentlicher Professor für Klavier und Musikwissenschaften übernommen wurde.
Im Jahr 2003 wechselte Hartmann an das Vorarlberger Landeskonservatorium in Feldkirch, um dort das Amt des Direktors und künstlerischen Leiters zu übernehmen. Am Konservatorium forcierte er einen Kooperationsvertrag mit der Universität Mozarteum Salzburg, wodurch es den Studierenden möglich wurde, einen internationalen Bakkalaureatsabschluss zu erlangen. Durch diese Initiative wurde im Jahr 2006 dem Vorarlberger Landeskonservatorium die European University Charta der Europäischen Union verliehen. Noch im gleichen Jahr legte Hartmann sein Amt aus persönlichen Gründen nieder.
Ein Jahr später übernahm er unter der künstlerischen Leitung von Philippe Arlaud die Aufgabe des Geschäftsführers für das seit 2001 jährlich stattfindende Feldkirchfestival. Nach den Festspielen 2012 wurde vereinbart, diese Veranstaltung aus Kostengründen einzustellen, womit Hartmanns Vertrag aufgelöst wurde. Anschließend ließ er sich nach entsprechender Weiterbildung zusammen mit seiner Frau als selbständiger Unternehmensberater in Rankweil nieder.

## Werke (Auswahl)
- Kunst und Kirche : Studien zum Messenschaffen von Franz Liszt. Dissertation. Bosse, Regensburg 1991, ISBN 3-7649-2428-4
- Das Vorarlberger Landeskonservatorium – Einer der zentralen Kulturträger des Landes, in: Ostinato – Akzente des Vorarlberger Landeskonservatoriums (2/2003); 2f.
- Bachelorstudium am Landeskonservatorium – Kooperation mit dem Mozarteum in Salzburg, in: Ostinato – Akzente des Vorarlberger Landeskonservatoriums (1/2005); 3.